# Vitstrupig dvärgrall
Vitstrupig dvärgrall (Laterallus albigularis) är en fågel i familjen rallar inom ordningen tran- och rallfåglar.

## Utseende och läte
Vitstrupig dvärgrall är som namnet avslöjar en liten rall. Den känns igen på kombinationen av djupt rostfärgad hals och bröstsidor, vitaktig strupe som gett den sitt namn och svartvitbandade flanker. Den hörs dock långt oftare än ses, ett högljudd fallande tjatter som varar i flera sekunder.

## Utbredning och systematik
Vitstrupig dvärgrall förekommer i södra Centralamerika och norra Sydamerika. Den delas in i tre underarter med följande utbredning:
- albigularis/cerdaleus-gruppen
  - Laterallus albigularis albigularis – förekommer i låglandet vid Stilla havet från Costa Rica till västra Colombia och västra Ecuador
  - Laterallus albigularis cerdaleus – förekommer i östra Colombia (Córdoba till Santa Marta)
- Laterallus albigularis cinereiceps – förekommer från sydöstra Honduras och karibiska sluttningen i Nicaragua till nordvästra Panama

## Levnadssätt
Vitstrupig dvärgrall hittas i fuktiga betesmarker och våtmarker, där den ofta håller sig dold, men kan tillfälligt ses springa genom öppna områden.

## Status
Arten har ett stort utbredningsområde och beståndet anses vara stabilt. Internationella naturvårdsunionen IUCN listar den därför som livskraftig (LC). Beståndet uppskattas till i storleksordningen en halv miljon till fem miljoner vuxna individer.